# Arboretum du Château de Neuvic d'Ussel
El Arboreto del castillo de Neuvic d'Ussel (en francés: Arboretum du Château de Neuvic d'Ussel), es un arboreto de 5 hectáreas de extensión, que se encuentra en Neuvic, Francia.

## Localización
Arboretum du Château de Neuvic d'Ussel 10, place de la Mairie 19160 Neuvic, Département de Corrèze, Limousin, France-Francia.
Planos y vistas satelitales.45°22′52″N 2°16′23″E / 45.38111, 2.27306
Está abierto al público y se paga tarifa de visita. Está cerrado de diciembre a marzo.

## Historia
A principios del siglo XIX, M. Antoine du Giraudeix emprendió la creación de este parque. Su hijo pequeño Jean Hyacinthe, Alfred d'Ussel continua los trabajos de creación del parque en 1830.
Es un arboreto-parque agrícola y paisajista realizado en la tradición de los parques ingleses de principios del siglo XIX, inspirado en los logros de Paul, conde de Choulot en Lemosín. Su vocación agrícola primitiva está confirmada por el establo y la parte de los edificios. Las vacas y los caballos fueron retirados y reemplazados con algunas ovejas. 
En 1895, Champeval, en su catálogo « Nobiliaire du Bas-Limousin », ya lo clasifica como « un beau parc de 5 hectares » (un bello parque de 5 hectáreas). 
En 1909, en el 3er Congreso del Árbol y del Agua celebrado en Lemosín, Léon Pardé de la Escuela de Ingeniería Forestal en Nancy, citado algunos de los tipos de árboles que encontró allí: "En el parque muy bien diseñado, que rodea el castillo, observé abetos, alerces y pinos de unas buenas dimensiones, una araucaria chilena de 10 m de altura, enebros de Virginia, Wellingtonias, cedros, abetos de España, etc ... ". Cada generación ha buscado enriquecer las variedades de coníferas y frondosas existentes plantadas entre 1817 y 1950 para una buena motivación de orgullo entre ellos
A partir de 1983 Patrick d'Ussel, introdujo especies cada vez más raras. Esta tendencia ha continuado desde 2007. 
El parque ha sufrido dos tormentas importantes en 1982 y 1999 pero, afortunadamente, todavía hay muchos hermosos especímenes incluyendo varios árboles notables. 
Fue creado un bonito estanque y con la tierra extraída durante la excavación se utilizó para hacer un montón de tierra en espiral para envolver a un acebo. 
Desde 2006 Béatrix d’Ussel es la responsable del "domaine" (finca), y ha llevado a cabo su restauración, con la asesoría delarquitecto del paisaje Laurent Berthelier y gracias al apoyo de « DRAC Limousin ». Más de 100 especies de árboles y arbustos fueron replantados llevándose a cabo proyectos de embellecimiento.
Todos estos esfuerzos han sido recompensados con la obtención de la etiqueta de « Jardin remarquable » (jardín notable desde el 2007, y el arboreto ha sido abierto a la visita del público en general. 

## Elementos notables
Entre los elementos arquitectónicos dignos de mención: esculturas, un aviario, una urna funeraria galo-romana, un pequeño estanque denominado « cache-beurre », una gran cruz de madera. Un Quiosco hexagonal hecho de troncos y techo de paja, hoy desaparecido espera su reconstrucción en la glorieta que ha sido remodelada en su ubicación original.
Entre los elementos vegetales dignos de mención, hay 8 árboles notables de Francia :
- Alerce europeo (Larix decidua) altura de 40 m, circunferencia de tronco de 4.10 m,
- Tilo de hojas pequeñas (Tilia cordata) altura de 36 m, circunferencia de tronco de 3.60 m,
- Abeto de Vancouver (Abies grandis) altura de 50 m, circunferencia de tronco de 3.00 m.
- Dos hayas púrpuras (Fagus sylvatica)
- Tulipero de Virginia (Liriodendron tulipifera) (1817) con una altura de 36 m, circunferencia de tronco de 5.50 m,
- Ciprés de Lawson (Chamaecyparis lawsoniana) altura de 34 m, circunferencia de tronco principal 4.25 m, con siete troncos secundarios formando una catedral vegetal que impresiona siempre a los visitantes,
- Secuoya gigante (Sequoiadendron giganteum) altura de 40 m, circunferencia de tronco de 10.40 m. La secuoya gigante aparece como una de las más grandes de Francia: se encuentra en el séptimo puesto en la lista de Sequoia.eu.

Además en el arboreto hay numerosos castaños (Castanea sativa), Celtis occidentalis, Taxus baccata, Buxus sempervirens, Ilex crenata, Abeto de Nordmann, Thuja occidentalis. . .
Los árboles del "château de Neuvic-d'Ussel", recibieron la etiqueta de « Arbre Remarquable de France » por la association A.R.B.R.E.S., en octubre de 2008. 

## Jardín deplantas medicinalesy culinarias
El parque también cuenta con un pequeño jardín de plantas culinarias y medicinales que fue creado en el 2011, se encuentra cerca de la capilla de Saint-Guillaume junto al edificio de la antigua granja.
Este jardín se compone de 10 cuadros-lechos de cultivo y de una bordura de "simples " para tratamientos curativos e hierbas necesarias para cocinar. Las camas de flores corren a lo largo de los muros que bordean. Muchas flores y plantas tienen nombres que enlazan con el mundo espiritual
El "arboretum du château de Neuvic d’Ussel", está clasificado Jardin remarquable de Francia. Es uno de los nueve sitios de Lemosín en beneficiarse de esta etiqueta en 2014.